# Port lotniczy Stralsund-Barth
Port lotniczy Stralsund-Barth (IATA: BBH, ICAO: EDBH) – port lotniczy położony 25 km na zachód od Stralsundu, w Barth, w kraju związkowym Meklemburgia-Pomorze Przednie, w Niemczech.